# Екатериновка (Сенгилеевский район)
Екатери́новка — село в Тушнинском сельском поселении Сенгилеевском районе Ульяновской области.

## История
Деревня Екатериновка основана в 1841 году помещицей Екатериной Петровной Кондрашиной и получила название по имени её основательницы. Здесь, при впадении речки Атцы в р. Тушонку, Кондрашина построила в 1850 году небольшую суконную фабрику. Но в 1857 году это имение купил дей. ст. сов. Иван Петрович Бобылёв, председатель Симбирской казённой палаты. Тогда в Екатериновке, получившей название «Бобылёвка» по новому владельцу, было 13 дворов, да Бобылев перевел сюда шесть семей своих крестьян из деревни Мачкозеровой Ардатовскаго уезда, Симбирской губернии. В 1860 году Бобылёв получил разрешение открыть в имении еженедельный, по воскресеньям, базар и однодневную ярмарку 23 июня. Однако было ли это разрешение приведено в исполнение, бывали-ли здесь базар и ярмарка — неизвестно; по крайней мере в 1866 году новый владелец этого имения, купец Ахметзян Искаков Алеев, сломал построенные Бобылёвым лавки и балаганы, а обратил внимание главным образом на суконную фабрику, которую значительно улучшил и увеличил, так что в настоящее время Бобылёвская суконная фабрика — самая крупная в уезде по производительности и по числу рабочих (600 муж. и 168 жен.). В 1899 году, по смерти Алеева, фабрика перешла к купцу Ахмету Галееву Хусаинову, известному богачу-фабриканту, который ещё более расширил здесь фабричное дело. 
В 1859 году село Екатериновка входило во 2-й стан Симбирский уезд Симбирская губерния, имелась церковь и  суконная фабрика.
При освобождении крестьян от крепостной зависимости (1861), Бобылёвские крестьяне, принадлежавшее тогда вдове д. с.с. Пелагее Тимофевне Бобылевой, получили, на 59 ревизских душ (24 двора) только 160 десятин земли (усадебной — 9 дес. 800 саж. и пашни — 150 дес. 1600 саж.) и поделили её на 18 работников, каждому дали по 2 1/2 десятины в поле. Такой порядок пользования землею существует неизменно и по настоящее время. Ныне здесь 33 двора (жителей: 95 муж. и 118 жен.), из которых шесть — мещанских. Эти мещане (двое Симбирских и четверо Сенгилеевских), бывшие крепостные Бобылевой, просили общество оставить их на прежних местах; общество согласилось и они живут теперь в своих домах, но на крестьянской земле и никаких повинностей не несут; все они издавна работают на фабрике, что собственно и послужило причиною желании их остаться в Бобылевке. Вследствие плохого качества пахотной земли, все население Бобылевки существует, главным образом, работой на фабрике, так как одной землей не прокормиться.
При Бобылевке осталась небольшая усадьба наследников купца Искака Измайлова Алеева, с прекрасным садом, фонтанами и оранжереями; им здесь принадлежало 580 дес. 330 саж. земли, купленной И. И. Алеевым в 1865 году у вдовы д. с.с. Пелагеи Тимофеевны и сыновей её Николая и Ивана Ивановичей Бобылевых. По завещанию Алеева эта земля с фабрикой и усадьбой перешла, в 1874 году к вдове и двум сыновьям; они в 1883 году поделились и получали: а) вдова Фахри Бану Искакова Алеева — 307 дес. б) Ильяс и Ахметзян Искаковы Алеевы по 114 дес. 1465 саж. каждый, а фабрику и усадьбу — пополам. В 1886 году Илья продал свою часть Ахметзяну, а в 1899 году Ахметзян умер и наследники его продали фабрику и землю купцу Ахмету Галеву Хусаинову. 
Прихожане деревни ходили в церковь села Криуши.

## Население
- В 1859 году в с. Екатериновка в 25 дворах жило: 133 муж. и 143 жен.[5];
- На 1897 год в с. Екатериновка (Бобылёвка) в 33 дворах жило: 71 муж. и 86 жен., а на Суконной фабрике А. И. Алиева жило: 20 двор. - 768 чел.[7];
- В 1900 году в д. Екатериновка (Боболёвке, при рч. Атце, в 3 1/2 вер.) в 45 двор. 129 м. и 156 ж.[6];
- В 1913 году в сельце Екатериновка (Боболёвка) в 52 дворах жило: 89 муж. и 90 жен.[8];
- В 2010 году 584 человека.

## Известные жители
- Бобылёв Николай Иванович  (1819—1865) — русский прозаик, поэт, переводчик[9].

## Достопримечательности
- Памятник воинам, погибшим в годы ВОВ (1972 г.)[10]